# Flavan-3-ol
Flavan-3-oli (flavanoli) su derivati flavana koji imaju 2-fenil-3,4-dihidro-2H-hromen-3-ol skeleton. Ta jedinjenja obuhvataju katehin, epikatehin galat, epigalokatehin, epigalokatehin galat, proantocijanidine, teaflavine, tearubigine.
Flavanoli (sa "a") nisu isto što i flavonoli (sa "o"), koji su klasa flavonoida koja sadrži ketonsku grupu.
Molekul (monomer) katehina, ili izomer epikatehina (vidi dijagram), ima četiri hidroksila na flavan-3-ol osnovi. On je gradivni blok polimera (proantocijanidina) i polimera višeg reda (antocijanidina).
Flavanoli poseduju dva hiralna ugljenika, te svaki ima četiri dijastereoizomera.
Katehini su razlikuju od žutih, flavonoida koji sadrže ketone kao što su kvercetin i rutin, koji se nazivaju flavonolima. Rana upotreba termina bioflavonoid je bila neprecizna i obuhvatala je flavanole, koji su osobeni po odsustvu ketona. Katehinski monomeri, dimeri, i trimeri (oligomeri) su bezbojni. Polimeri višeg reda, antocijanidini, imaju crvenu boju i prelaze u tanine.

## Izvori katehina
Katehini su izobilni u čaju od biljke Camellia sinensis, kao i nekih kakaonih biljki i čokoladama (napravljenim od semena Theobroma cacao).
Katehini su isto tako prisutni u ljudskoj ishrani u voću, povrću i vinu, kao i u nizu drugih biljnih vrsta.